# درج بنروز

الخداع البصري بالدرج.

درج بنروز أو الدرج المستحيل (بالإنجليزية: Penrose stairs) هو أحد الأشكال المستحيلة، صممه أولا أوسكار ريوترزڤارد [الإنجليزية] عام 1937.
ثم أعيد اكتشافه ونشر فكرته بشكل مستقل بواسطة ليونيل بنروز وابنه روجر بنروز، وهو نوع من أنواع الخداع البصري يختلف جذريا عن مثلث بنروز، حيث يُعتبر تصويرا ثنائي الأبعاد لدرج يكوّن أربعة تحويلات بدرجة 90 للصعود أو النزول بعد تشكيل حلقة مستمرة، وهذا مستحيل في ثلاثة أبعاد بشكل واضح. وقد تم تقديم «الدرج المستمر» لأول مرة في مقال كُتب في عام 1959، استنادا إلى ما يسمى ب مثلث بنروز الذي نشر روجر بنروز مقالة عنه في الدورية البريطانية لعلم النفس في عام 1958.